# Plume d’Or
Der Plume d’Or (französisch Goldene Feder) war ein internationaler Badmintonwettbewerb für Nationalmannschaften. Er wurde 1972 als Mitteleuropameisterschaft von den Verbänden Frankreichs, Belgiens, Portugals, der Schweiz und der Tschechoslowakei ins Leben gerufen, welche in den ersten Jahren im Modus Jeder-gegen-Jeden den Turniersieger ermittelten. 1973 änderte man den Namen des Turniers in Plume d’Or. Mit der Integration weiterer Verbände wie Österreich, Jugoslawien, Israel, Malta und Spanien, später auch Gibraltar und Luxemburg, wurden Vorrunden und Klassifikationsrunden eingeführt. 1983 wurde der Wettbewerb ebenso wie die Israel International des gleichen Jahres aufgrund "politischer und sonstiger Probleme in Israel" abgesagt – nur Frankreich und Portugal waren bereit zu kommen. 1994 wurde der Wettbewerb zum letzten Mal ausgetragen. 1995 und 1996 stand der Plume d’Or im internationalen Terminplan, wurde beide Male jedoch abgesagt.

## Die Sieger
| Jahr | Sieger            | Austragungsort    |
| ---- | ----------------- | ----------------- |
| 1972 | Tschechoslowakei  | Lausanne          |
| 1973 | Tschechoslowakei  | Brüssel           |
| 1974 | Belgien           | Lissabon          |
| 1975 | nicht ausgetragen | nicht ausgetragen |
| 1976 | Schweiz           | Colombes          |
| 1977 | Jugoslawien       | Lausanne          |
| 1978 | Jugoslawien       | Brüssel           |
| 1979 | Belgien           | Seixal            |
| 1980 | Belgien           | Paris             |
| 1981 | Belgien           | Vigo              |
| 1982 | Österreich        | Ljubljana         |
| 1983 | nicht ausgetragen | Israel (geplant)  |
| 1984 | Österreich        | La Valletta       |
| 1985 | Österreich        | A Coruña          |
| 1986 | Österreich        | Linz              |
| 1987 | Schweiz           | Baden             |
| 1988 | Frankreich        | Lissabon          |
| 1989 | Frankreich        | Caldas da Rainha  |
| 1990 | Frankreich        | Tel Aviv          |
| 1991 | Frankreich        | Straßburg         |
| 1992 | Portugal          | Lüttich           |
| 1993 | Schweiz           | Luxemburg         |
| 1994 | Frankreich        | Caldas da Rainha  |